# Chairil Anwar
Chairil Anwar (n. 26 iulie 1922 - d. 28 aprilie 1949) a fost un poet indonezian, membru al generației de scriitori "Angkatan 45".
Lirica sa evocă lupta împotriva dominației coloniale.
Versurile sunt novatoare, limbajul expresiv, plin de imagini și simboluri.
A introdus versul liber în poezia indoneziană.

## Opera
- 1940: Diponegro ("Diponegro");
- 1949: Zgomot și praf ("Deru tjampur debu");
- 1949: Jefuit și distrus ("Jang terampas dan jang putus");
- 1949: Pietriș ascuțit ("Kerikil tadjam");
- 1949: Poveste pentruDien Tamaela ("Tjerita buat Dien Tamaela");
- 1950: Trei îl înlătură pe Takdir ("Tiga menguak Takdir").